# Георгиевский, Валерий Иванович
Валерий Иванович Георгиевский (20 января 1925, Томск — 20 февраля 2003) — доктор биологических наук (1967), профессор (1968), член-корреспондент ВАСХНИЛ (1979); специалист в области физиологии и биохимии сельскохозяйственных животных.
Дважды лауреат Государственной премии России, лауреат Премии Совета Министров СССР. Заслуженный деятель науки РФ.

## Биография
В 1946 году окончил Военно-ветеринарную академию в Москве.
В 1946—1951 годы работал ветеринарным врачом в пограничных войсках. С 1951 года — аспирант, с 1954 года — младший научный сотрудник Зоотехнической станции. С 1955 года работал в Сельскохозяйственной академии имени Тимирязева ассистентом, доцент (с 1960 года), профессором (с 1967 года), заведующим кафедрой (с 1972 года) физиологии и биохимии животных.
В 1979—1985 годы возглавлял Всесоюзный НИИ физиологии, биохимии и питания сельскохозяйственных животных.
В 1985—1990 годы заведовал кафедрой физиологии и биохимии животных Московской сельскохозяйственной академии им. К. А. Тимирязева, а с 1991 года, выйдя на пенсию, до конца жизни работал профессором этой же кафедры.

## Научная деятельность
Исследовал физиолого-биохимических основы минерального питания сельскохозяйственных животных и птицы. Разрабатывал методы получения и применения биологически активных метаболитов для стимуляции роста и продуктивности сельскохозяйственных животных.
Под его руководством разработаны биологические основы повышения эффективности использования животными питательных веществ кормов. Предложил концепцию питания, адекватную физиологическим потребностям животных разных генотипов, основанную на прогнозе и количественном анализе потоков всасывания субстратов и их метаболизма, и учитывающую комплекс факторов внешней и внутренней среды.
В 1967 г. защитил диссертацию на соискание учёной степени доктора биологических наук; с 1968 г. — профессор. В 1979 г. избран членом-корреспондентом ВАСХНИЛ (1979).
Автор более 200 научных трудов.

### Избранные труды
- Минеральное питание животных / Соавт.: Б. Н. Анненков, В. Т. Самохин. — М.: Колос, 1970. — 471 с.
- Минеральное питание сельскохозяйственной птицы. — М.: Колос, 1970. — 327 с.
- Физиология сельскохозяйственных животных: Учеб. пособие по спец. «Зоотехния». — М.: Агропромиздат, 1990. — 511 с.
- Энергосберегающая технология микроклимата с очисткой воздуха от аммиака в животноводческих помещениях / Соавт.: В. П. Спасов и др. // Науч. тр. / Всерос. НИИ электрификации сел. хоз-ва. — 1998. — Т. 84. — С. 66-74.
- Динамика минеральных элементов во фракциях химуса по мере его продвижения по кишечнику / Соавт.: Н. С. Шевелев, Е. П. Полякова // Докл. ТСХА. — 2000. — Вып. 271. — С. 211—215.

## Награды
- два ордена — Трудового Красного Знамени и «Знак Почёта»
- 18 медалей
- Государственная премия РФ в области науки и техники (2001) — за работу «Агрофизиологические основы действия микроэлементов и решение проблемы обеспечения ими агропромышленного комплекса»[2].
- премия Совета Министров СССР (1983) за разработку и внедрение в промышленное птицеводство системы нормированного кормления птицы.